# Sustracción de menores
La sustracción de menores es un delito que consiste en el traslado de un menor de su lugar de residencia sin consentimiento del otro progenitor o de las personas o instituciones a las cuales estuviese confiada su guarda o custodia. También existe sustracción de menores si se produce la retención de un menor incumpliendo gravemente el deber establecido por resolución judicial o administrativa.
Se diferencia del tráfico de menores porque su fin no es explotar al menor ni tampoco cobrar un rescate, diferenciándose así del secuestro.